# 아산 송암사 석조보살입상
아산 송암사 석조보살입상(牙山 松岩寺 石造菩薩立像)은 전하는 기록은 없으나 상호와 수인 등의 세부 표현으로 미루어 보아 고려시대에 조성된 불상으로 추정된다.

## 문화재 지정 예고
충청남도지사는 「문화재보호법」 제70조, 「충청남도 문화재 보호조례」제17조 내지 제19조의 규정에 따라 아래와 같이 지정예고하였다.
- 종    별 : 도 유형문화재
- 소 재 지 : 충청남도 아산시 송악면 외암리 26
- 소유자(관리자) : 재단법인 선학원(송암사 주지)
- 수    량 : 1구
- 조성연대 : 고려 추정
- 재    질 : 석조
- 규    격 : 전체높이 294cm, 어깨너비 64cm
- 지정예고 사유

「아산 송암사 석조보살입상」은 전하는 기록은 없으나 상호와 수인 등의 세부 표현으로 미루어 보아 고려시대에 조성된 불상으로 추정됨
고려 전기에는 수도 개성 뿐 아니라 충청도, 경상도, 전라도 등지에서 거대한 석불입상이 조성되었는데 충남에서는 논산 개태사 석조여래삼존상, 논산 관촉사 석조보살입상, 부여 대조사 석조보살입상이 조성되었으며, 특히 아산 지역에서는 평촌리 석조여래입상, 용화사 석조여래입상, 영인 신현리석불 등 고려시대의 거불상이 다수 분포되어 있으며 「아산 송암사 석조보살입상」 역시 고려시대 지방석불양식과 연결되는 불상으로 지역 불상 조성 양상을 잘 보여주고 있는 면에서 역사와 문화재의 가치가 높아 충청남도 문화재로 지정예고 하고자 함.